# Ierodulia
Ierodulia (dal greco ἱερόν "tempio" + δουλία "servitù", "dipendenza") è la condizione di dipendenza da un'istituzione templare. I templi del mondo antico, infatti, disponevano di personale di entrambi i sessi, chiamati appunto "ieroduli", sia a supporto delle attività rituali (manutenzione, cura degli arredi sacri, preparazione dei sacrifici, attività di macellazione, ecc.) sia per la gestione delle proprietà del tempio. Si trattava, pare, di schiavi, il cui padrone li aveva destinati alla dea in voto, rinunciando ad ogni diritto su di loro tramite la manomissione.
Nel caso dei templi di Venere, protettrice dell'amore sessuale e anche della prostituzione, e delle dee dell'amore degli altri popoli del vicino oriente antico (Afrodite, Astarte, Ištar, Inanna, ecc.) è possibile, ma tutt'altro che certo, che questo personale esercitasse anche la prostituzione sacra o cultuale. Il concetto stesso di "prostituzione sacra" viene oggi rimesso in discussione. Si tratterebbe infatti di un mito storiografico dovuto all'indebita confusione di notizie eterogenee o inaffidabili relative ad esempio: all'esercizio del meretricio nei pressi del tempio (ma senza alcun collegamento col culto o comunque col tempio); alla venerazione delle prostitute per la loro dea protettrice; all'esercizio occasionale della prostituzione per accumulare la dote in vista delle nozze, ecc.